# Una piccola storia d'amore
Una piccola storia d'amore (A Little Romance) è un film del 1979 diretto da George Roy Hill.
Il soggetto è tratto dal romanzo Piccolo grande amore (E=mc2 Mon Amour) di Patrick Cauvin.

## Trama
Daniel, adolescente parigino con una grande passione per il cinema che vive col padre taxista squattrinato, conosce la coetanea Lauren, americana che vive con la madre attrice ed il suo secondo marito, direttore della sede francese di una multinazionale informatica. Tra i due brillanti ragazzini scoppia in breve l'amore, che viene coadiuvato dagli amici ma fermamente osteggiato dalla madre, che le proibisce d'incontrare Daniel in seguito ad un incidente per il party di fine riprese del film che sta girando. Il regista nel frattempo si dà da fare per conquistare la madre di Lauren ed il padre decide di chiedere il trasferimento a Houston. Lauren viene informata, quindi, che dovrà ritornare con la famiglia in America al più presto.
Spaventati dall'idea di non potersi più rivedere, i ragazzi decidono di mettere in pratica un piano da lungo tempo sognato: fuggire a Venezia, per baciarsi romanticamente in gondola sotto il Ponte dei Sospiri, mentre le campane di San Marco suonano a stormo.
Riusciranno nell'impresa, grazie alla forza del loro sentimento ma soprattutto con l'aiuto di Julius, distinto ladro gentiluomo ricercato dalla polizia conosciuto per caso al parco, che ha ispirato loro il viaggio.

## Riconoscimenti
- 1980 - Premio Oscar
  - Migliore colonna sonora

## Curiosità
- È il film-debutto di Diane Lane. Il protagonista maschile girò un solo altro film, Allons z'enfants (1981) di Yves Boisset, per poi lasciare il cinema e proseguire gli studi. Ora è dentista e vive a Nantes con la moglie ed il figlio.
- Daniel è grande appassionato di cinema, in particolar modo dell'attore Robert Redford. Nella sequenza d'apertura al cinema, infatti, Daniel sta guardando Butch Cassidy, mentre in un'altra scena durante il viaggio lui e Lauren vanno a vedere La stangata: entrambe sono opere precedenti dello stesso Roy Hill. Ai protagonisti del secondo film s'ispira in parte il personaggio di Julius. La prima battuta di Daniel verso Lauren è Call me Boogy e viene ripetuta nel finale, ricordando a Lauren che - come Bogart e la Bacall- they belong togheter. L'ultima scena, dove Daniel sporge con un salto dall'auto che segue quella di Lauren per vederla andarsene, è ormai un'immagine cult dei film sentimentali.
- Le locandine del film ricordano lo stile puntinista di Seurat.
- La colonna sonora simil- vivaldiana vinse l'  Oscar.